# Giro di Danimarca 2013
Il Giro di Danimarca 2013, ventitreesima edizione della corsa, si svolse dal 31 luglio al 4 agosto 2013 su un percorso di 837 km ripartiti in 6 tappe, con partenza da Silkeborg e arrivo a Frederiksberg. Fu vinto dall'olandese Wilco Kelderman della Belkin Pro Cycling Team davanti al danese Lars Bak e al danese Matti Breschel.

## Tappe
| Tappa  | Data      | Percorso                            | km   | Vincitore di tappa  | Leader cl. generale |
| ------ | --------- | ----------------------------------- | ---- | ------------------- | ------------------- |
| 1ª     | 31 luglio | Silkeborg > Varde                   | 180  | Magnus Cort Nielsen | Magnus Cort Nielsen |
| 2ª     | 1º agosto | Ribe > Sønderborg                   | 175  | Matti Breschel      | Magnus Cort Nielsen |
| 3ª     | 2 agosto  | Sønderborg > Vejle                  | 200  | Matti Breschel      | Matti Breschel      |
| 4ª     | 3 agosto  | Høng > Asnæs                        | 105  | Magnus Cort Nielsen | Matti Breschel      |
| 5ª     | 3 agosto  | Holbæk > Holbæk (cron. individuale) | 12,1 | Wilco Kelderman     | Wilco Kelderman     |
| 6ª     | 4 agosto  | Roskilde > Frederiksberg            | 165  | Mark Cavendish      | Wilco Kelderman     |
| Totale | Totale    | Totale                              | 837  |                     |                     |

## Dettagli delle tappe

### 1ª tappa
- 31 luglio: Silkeborg > Varde – 180 km

| Pos. | Corridore           | Squadra              | Tempo    |
| ---- | ------------------- | -------------------- | -------- |
| 1    | Magnus Cort Nielsen | Cult Energy          | 4h32'24" |
| 2    | Nikola Aistrup      | Concordia Forsikring | s.t.     |
| 3    | Lars Bak            | Lotto                | s.t.     |

| Pos. | Corridore           | Squadra              | Tempo    |
| ---- | ------------------- | -------------------- | -------- |
| 1    | Magnus Cort Nielsen | Cult Energy          | 4h32'13" |
| 2    | Nikola Aistrup      | Concordia Forsikring | a 1"     |
| 3    | Lars Bak            | Lotto                | a 7"     |

### 2ª tappa
- 1º agosto: Ribe > Sønderborg – 175 km

| Pos. | Corridore      | Squadra      | Tempo    |
| ---- | -------------- | ------------ | -------- |
| 1    | Matti Breschel | Saxo-Tinkoff | 4h17'38" |
| 2    | Marko Kump     | Saxo-Tinkoff | s.t.     |
| 3    | Moreno Hofland | Belkin       | s.t.     |

| Pos. | Corridore           | Squadra              | Tempo    |
| ---- | ------------------- | -------------------- | -------- |
| 1    | Magnus Cort Nielsen | Cult Energy          | 8h49'51" |
| 2    | Nikola Aistrup      | Concordia Forsikring | a 1"     |
| 3    | Lars Bak            | Lotto                | a 7"     |

### 3ª tappa
- 2 agosto: Sønderborg > Vejle – 200 km

| Pos. | Corridore                  | Squadra          | Tempo    |
| ---- | -------------------------- | ---------------- | -------- |
| 1    | Matti Breschel             | Saxo-Tinkoff     | 4h44'41" |
| 2    | Francesco Manuel Bongiorno | Bardiani Valvole | s.t.     |
| 3    | Wilco Kelderman            | Belkin           | s.t.     |

| Pos. | Corridore                  | Squadra          | Tempo     |
| ---- | -------------------------- | ---------------- | --------- |
| 1    | Matti Breschel             | Saxo-Tinkoff     | 13h34'33" |
| 2    | Lars Bak                   | Lotto            | a 6"      |
| 3    | Francesco Manuel Bongiorno | Bardiani Valvole | a 14"     |

### 4ª tappa
- 3 agosto: Høng > Asnæs – 105 km

| Pos. | Corridore           | Squadra          | Tempo    |
| ---- | ------------------- | ---------------- | -------- |
| 1    | Magnus Cort Nielsen | Cult Energy      | 2h19'57" |
| 2    | Sonny Colbrelli     | Bardiani Valvole | a 2"     |
| 3    | Pim Ligthart        | Vacansoleil      | s.t.     |

| Pos. | Corridore                  | Squadra          | Tempo     |
| ---- | -------------------------- | ---------------- | --------- |
| 1    | Matti Breschel             | Saxo-Tinkoff     | 15h54'33" |
| 2    | Lars Bak                   | Lotto            | a 4"      |
| 3    | Francesco Manuel Bongiorno | Bardiani Valvole | a 14"     |

### 5ª tappa
- 3 agosto: Holbæk > Holbæk (cron. individuale) – 12,1 km

| Pos. | Corridore        | Squadra | Tempo  |
| ---- | ---------------- | ------- | ------ |
| 1    | Wilco Kelderman  | Belkin  | 14'35" |
| 2    | Timofey Kritskiy | Katusha | a 2"   |
| 3    | Martin Elmiger   | IAM     | a 3"   |

| Pos. | Corridore       | Squadra      | Tempo     |
| ---- | --------------- | ------------ | --------- |
| 1    | Wilco Kelderman | Belkin       | 16h09'24" |
| 2    | Lars Bak        | Lotto        | a 6"      |
| 3    | Matti Breschel  | Saxo-Tinkoff | a 15"     |

### 6ª tappa
- 4 agosto: Roskilde > Frederiksberg – 165 km

| Pos. | Corridore      | Squadra      | Tempo    |
| ---- | -------------- | ------------ | -------- |
| 1    | Mark Cavendish | Omega Pharma | 3h33'13" |
| 2    | Bryan Coquard  | Europcar     | s.t.     |
| 3    | Tyler Farrar   | Garmin-Sharp | s.t.     |

| Pos. | Corridore       | Squadra      | Tempo     |
| ---- | --------------- | ------------ | --------- |
| 1    | Wilco Kelderman | Belkin       | 19h42'37" |
| 2    | Lars Bak        | Lotto        | a 6"      |
| 3    | Matti Breschel  | Saxo-Tinkoff | a 15"     |

## Classifiche finali

### Classifica generale
| Pos. | Corridore                  | Squadra                          | Tempo     |
| ---- | -------------------------- | -------------------------------- | --------- |
| 1    | Wilco Kelderman            | Belkin Pro Cycling Team          | 19h42'37" |
| 2    | Lars Bak                   | Lotto-Belisol Team               | a 6"      |
| 3    | Matti Breschel             | Team Saxo-Tinkoff                | a 15"     |
| 4    | Edoardo Zardini            | Bardiani Valvole-CSF Inox        | a 33"     |
| 5    | Francesco Manuel Bongiorno | Bardiani Valvole-CSF Inox        | a 38"     |
| 6    | Juan Antonio Flecha        | Vacansoleil-DCM Pro Cycling Team | a 47"     |
| 7    | Mark Cavendish             | Omega Pharma-Quickstep           | s.t.      |
| 8    | Jelle Wallays              | Topsport Vlaanderen-Baloise      | a 51"     |
| 9    | Magnus Cort Nielsen        | Team Cult Energy                 | a 1'08"   |
| 10   | Troels Ronning Vinther     | Team Cult Energy                 | a 1'11"   |